# 25 mai 1969
Le dimanche 25 mai 1969 est le 145e jour de l'année 1969.

## Naissances
- Anne Heche, actrice américaine
- Davor Marcelić, joueur de basket-ball croate
- Dmitri Kondratiev, cosmonaute russe
- Gilles Hampartzoumian, joueur de football français
- Glen Drover, guitariste canadien
- Igor Patenko, coureur cycliste soviétique
- José Miguel Redín, guitariste espagnol
- Mara Santos, sportive espagnole
- Michael Glöckner, coureur cycliste allemand
- Patrick Jonker, coureur cycliste australien
- Patrick Moser, homme de lettres suisse
- Piernicola Pedicini, politicien italien
- Mohamed Reda Acimi, gardien de but de football algérien
- Stacy London, styliste, consultante, écrivain et journaliste de mode américaine

## Décès
- Jim Riley (né le 25 mai 1895), joueur professionnel canadien de hockey sur glace.
- Raïna Kassabova (née le 1er juillet 1897), aviatrice bulgare

## Événements
- Soudan : le général Nemeiry prend le pouvoir après plusieurs coups d’États (fin en 1985)